# 시사초점 (KBS)
시사초점은 KBS 한민족방송에서 방송했던 라디오 프로그램이다.